# Septaria lineata
Septaria lineata е вид охлюв от семейство Neritidae. Видът не е застрашен от изчезване.

## Разпространение
Разпространен е в Бангладеш, Източен Тимор, Индия (Андамански острови, Западна Бенгалия и Тамил Наду), Индонезия, Малайзия, Мианмар, Папуа Нова Гвинея, Сингапур, Тайланд, Фиджи, Филипини и Шри Ланка.

## Описание
Популацията на вида е стабилна.